# Baltazar Maria de Morais Júnior
Baltazar Maria de Morais Júnior (* 17. červenec 1959) je bývalý brazilský fotbalista a reprezentant.

## Reprezentační kariéra
Baltazar odehrál 6 reprezentačních utkání. S brazilskou reprezentací se zúčastnil turnaje Copa América 1989.

## Statistiky
| Brazílie | Brazílie | Brazílie |
| Roky     | Záp.     | Góly     |
| -------- | -------- | -------- |
| 1980     | 1        | 0        |
| 1981     | 2        | 1        |
| 1982     | 0        | 0        |
| 1983     | 0        | 0        |
| 1984     | 0        | 0        |
| 1985     | 0        | 0        |
| 1986     | 0        | 0        |
| 1987     | 0        | 0        |
| 1988     | 0        | 0        |
| 1989     | 3        | 1        |
| Celkem   | 6        | 2        |